# سمیحه آیوردی
سمیحه آیوردی (ترکی استانبولی: Sâmiha Ayverdi) (زادهٔ ۲۵ نوامبر ۱۹۰۵ - درگذشتهٔ ۲۲ مارس ۱۹۹۳) نویسندهٔ ترک و عارف صوفی بود. او خواهر اکرم هاکی آیوردی، معمار و مورخ، بوده‌است.
سمیحه آیوردی دختر فاطما ملیحه هانیم و ایسلام هاککی بی، از مقامات نظامی عثمانی، در استانبول به دنیا آمد. او در مدرسه دخترانه سلیمانیه تحصیل کرد و در کنار تحصیل، زبان فرانسه را آموخت و در مورد فلسفه و عرفان اسلامی خواند. او یکی از پیروان و بعداً از جانشینان کنعان ریفای، متفکر صوفی شد، که تأثیر عمده ای بر کار او داشت.
آیوردی در سال ۱۹۳۸ اولین رمانش Aşk Budur را منتشر کرد و بعد از آن بیش از ۳۰ رمان و مجموعه داستان کوتاه دیگر نوشت.
آیوردی در تاریخ ۲۲ مارس ۱۹۹۳ فوت کرد و در گورستان مرکزافندی در زیتین‌بورنو، استانبول، به خاک سپرده شد.

## کتابشناسی
- Aşk Bu İmiş
- Yaşayan Ölü
- Son Menzil
- Yolcu Nereye Gidiyorsun
- İbrahim Efendi Konağı
- Mabette Bir Gece
- İnsan Ve Şeytan
- Batmayan Gün